# Stanislav Kostka Neumann
Stanislav Kostka Neumann, křtěný Stanislav Jan Konstantin Václav Bohudar (5. června 1875 Praha – 28. června 1947 Praha-Troja), byl český novinář a básník, literární i výtvarný kritik a překladatel z francouzštiny a ruštiny. V listopadu 1945 byl jmenován národním umělcem.

## Život

### Mládí
Narodil se v Praze 5. června 1875. Byl synem Stanislava Neumanna, žižkovského advokáta a staročeského poslance Říšské rady a Českého zemského sněmu, jenž pocházel z patricijské rodiny německo-polské, ale hlásil se k české národnosti. Básníkova matka Karolina Neumannová, rozená Eichlerová (1847–1925), byla dcera prostého obuvníka. Advokát Neumann ztratil všechny své úspory v jakémsi nezdařeném podnikání, v roce 1880 zemřel a zanechal rodinu zchudlou. Jeho manželky a malého Stanislava se ujaly dvě zámožnější advokátovy sestry. V jejich olšanské vile č. 45 na Žižkově (na úpatí vrchu sv. Kříže, lidově zvaného Parukářka; adresa Chelčického č. p. 45/41), kterou po smrti jedné z tet básník nakonec zdědil, prožil třicet let (od raného dětství až do roku 1904).

V roce 1887 začal studovat na gymnáziu v Žitné ulici. Sám na to vzpomínal takto: 
„Škola od počátku až do konce byla mi mučírnou a já jí nebyl nikdy ke cti. Na obecné byl jsem z těch, kteří klečí na podiu a dostávají vařečkou do nastavené dlaně; na gymnasiu byly to karcery.“

 V roce 1892 propadl z řečtiny a latiny. Protože si nechtěl reparátem kazit prázdniny, přestoupil na obchodní akademii v Resslově ulici. Ani tu však nedokončil a už po roce ji opustil. Za pomoci otcových přátel ze staročeské strany pak dostal místo lokálkáře v deníku Hlas národa.
Živý zájem o literaturu projevoval již na gymnáziu. V kvintě (1891) vydával spolu s několika přáteli studentský časopis Vlast, v sextě (1892) redigoval obdobný časopis Slavia. V těchto hektografovaných časopisech publikoval své první básně i povídky.
Jeho sympatie patřily od studentských dob pokrokovému hnutí, aktivně se účastnil politického života mezi radikální mládeží, stýkal se s dělníky a navštěvoval sociálnědemokratické schůze.

### Proces s Omladinou
Při procesu s Omladinou patřil mezi obviněné. Dne 6. září 1893 byl uvržen do vyšetřovací vazby jako jeden z vůdců „tajného spolku Omladina“. Hned v prvních dnech vazby písemně oznámil, že vystupuje z římskokatolické církve. Ve vazbě byl čtyři měsíce, pak byl propuštěn na kauci. Dne 14. února 1894 byl odsouzen pro dvojnásobný zločin rušení veřejného pokoje a pro přečin tajného spolčování na 14 měsíců do těžkého žaláře. Dne 25. dubna nastoupil svůj trest v trestnici Plzeň-Bory, kde setrval do 24. února 1895 (tedy 10 měsíců, byly mu započítány 4 měsíce vyšetřovací vazby).

### Literární počátky
Po návratu z vězení uveřejnil v roce 1895 svou první sbírku Nemesis, bonorum custos… [„Nemesis, ochránkyně dobrých…“], která byla ovlivněna realistickou až naturalistickou tvorbou Josefa Svatopluka Machara. Přispíval do dekadentního (symbolistického) časopisu Moderní revue (1894–1925), který vydával Arnošt Procházka a Jiří Karásek ze Lvovic. Na zájezdech mezi horníky na Mostecku a Teplicku se stal význačným anarchistou a vůdčí osobností generace anarchistických buřičů jako organizátor skupiny kolem revue Nový kult, společně s F. Gellnerem, F. Šrámkem, K. Tomanem, J. Mahenem a V. H. Brunerem. V souvislosti s revuí Nový kult se také v roce 1902 stal spoluzakladatelem Esperantského klubu v Praze a mezinárodní jazyk esperanto se údajně naučil do té míry, že v něm mohli spolu s Karlem Dostálem-Lutinovem psát poezii.

### Ženy v životě S. K. Neumanna
V roce 1899 uzavřel civilní sňatek s Kamillou, roz. Krémovou; měli dvě děti, Kamilu (1900) a Stanislava (1902). Olšanská vila, ve které žili, se stala střediskem anarchistické bohémy (F. Gellner, F. Šrámek, M. Majerová), ale víceméně pravidelně ji navštěvovala i řada dalších literátů (A. Procházka, V. Dyk, J. Karásek ze Lvovic, H. Kosterka, O. Theer, K. Hlaváček, K. Toman, J. Mach, H. Malířová, R. Nasková, M. Kácha, J. Mahen, R. Těsnohlídek a mnoho jiných.
V roce 1904 se rozpadlo jeho první manželství a S. K. Neumann odešel se svou novou družkou, Boženou Hodačovou, do Vídně. Manželce Kamille však zanechal veškerý svůj majetek včetně olšanské vily. Básník byl stoupencem volné lásky; mezi ním a Kamillou existovala úmluva, podle níž žádný z partnerů neměl překážet novému citu, pokud se u některého z nich vyskytne. Po vypuknutí světové války v roce 1914 se musel odhodlat k právnímu uspořádání svých osobních poměrů. Šlo o to, aby jeho rodina měla nárok na podporu v případě jeho odvodu. Proto se v roce 1914 rozvedl se svou manželkou Kamillou a 28. března 1915 uzavřel civilní manželský svazek s Boženou Hodačovou na okresním hejtmanství v Brně.  V roce 1922 se jeho manželství s Boženou Hodačovou též rozpadlo.
Třetí životní partnerkou S. K. Neumanna se stala Lída Špačková, která s ním prožila léta 1925–1947.
Zajímavostí je, že i přes rozchod s první manželkou Stanislav Kostka Neumann a Kamilla Neumannová uveřejňovali vzájemně (tj. Kamilla Neumannová v Knihách dobrých autorů a Stanislav Kostka Neumann v Anarchistické revue) svoje inzeráty.

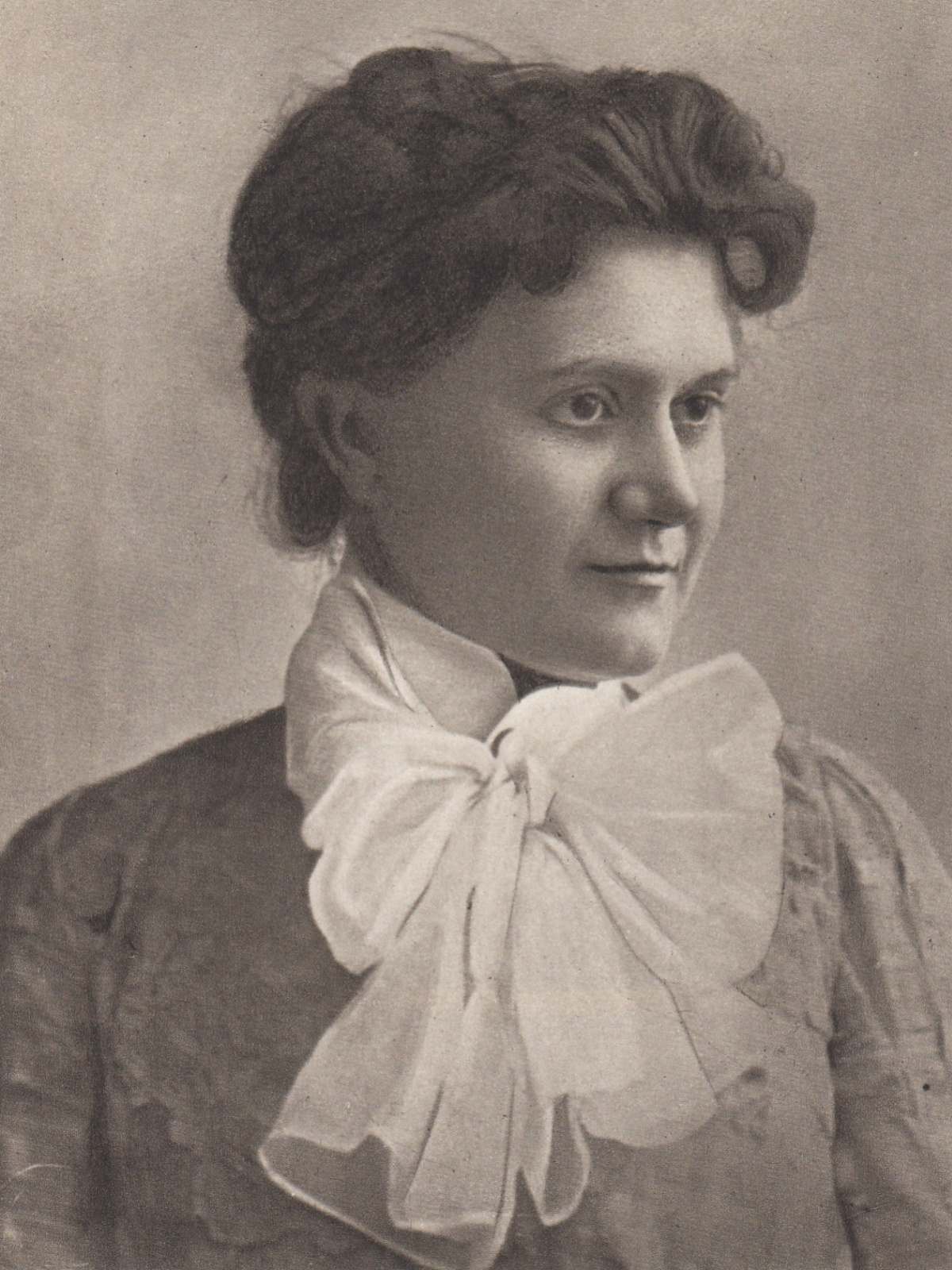
Kamilla Krémová (před rokem 1905)
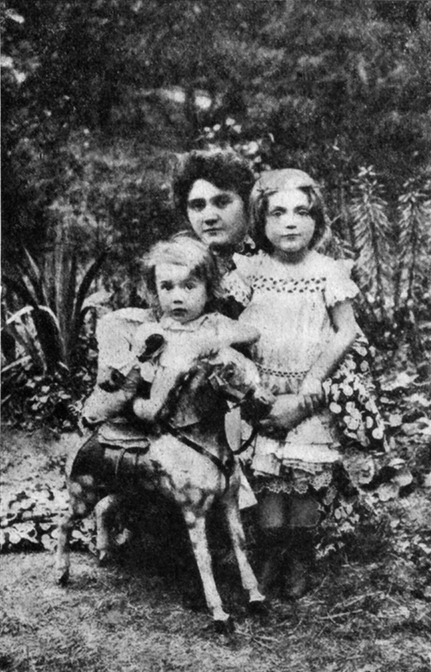
Kamilla Neumannová s dětmi Stanislavem a Kamilou (foto 1905)
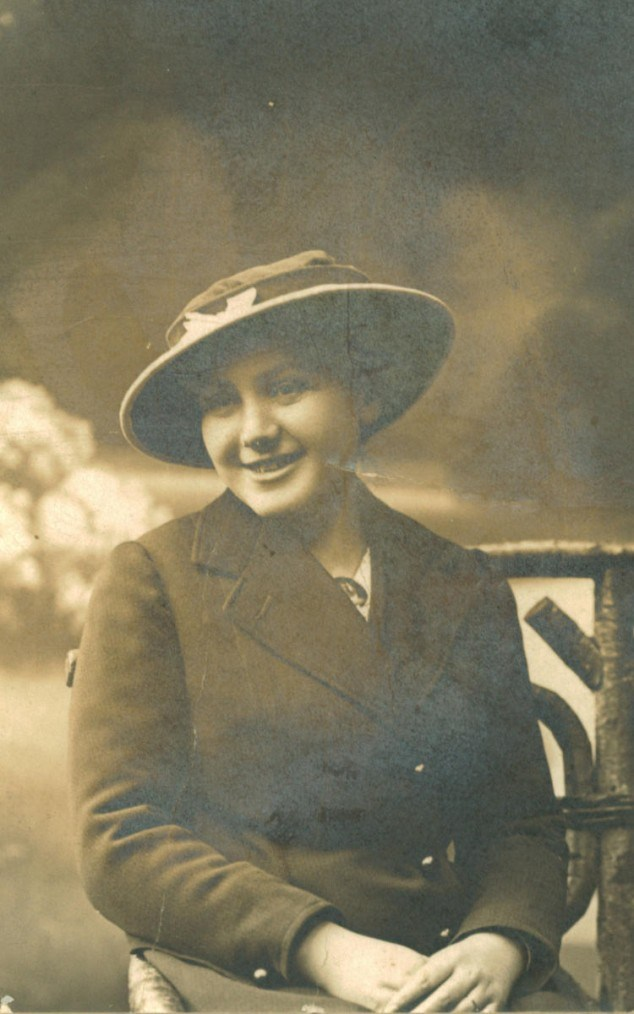
Božena Neumannová
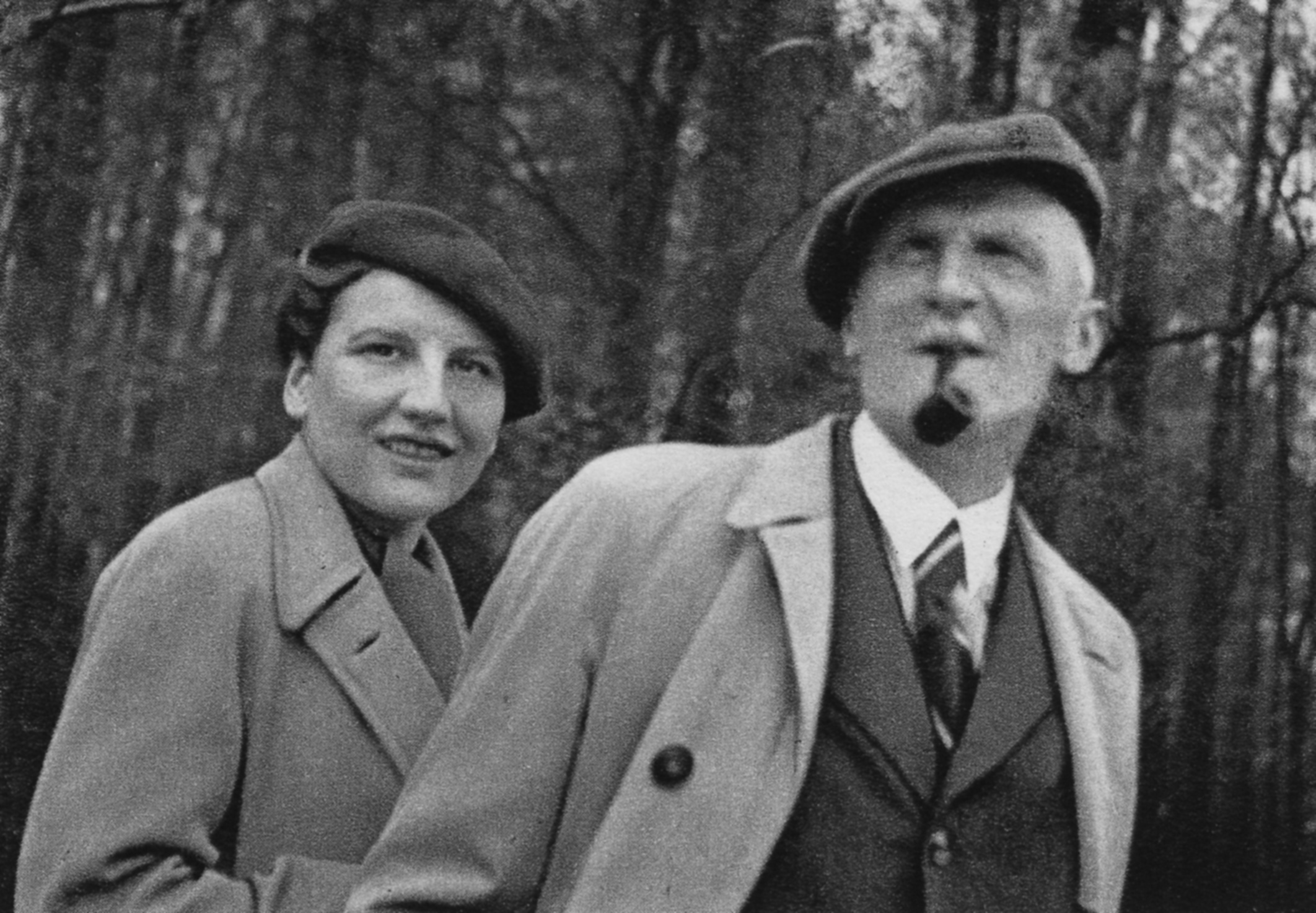
Lída Špačková a SKN v roce 1936.

### Do první světové války
Ve Vídni strávil několik měsíců v nuzných poměrech, pokračoval ve vydávání Nového kultu, ale zredigoval tu jen tři čísla, poté časopis zanikl. V rakouském exlibrisovém časopisu Oesterreichische Exlibris–Gessellschaft I. Weinachen 1903 vydávaném ve Vídni, je uveden jako sběratel exlibris na str. 12. V dubnu 1905 se Neumann se svou družkou přestěhoval k rodičům Boženy Hodačové do Řečkovic u Brna. Jako nesezdaný pár byli některými místními obyvateli přijati nevlídně; nevraživost ještě vzrostla, když se jim v září 1905 narodila dcera Soňa. Rozhodnutím obecního výboru ze dne 24. července 1906 byl S. K. Neumann z obce vypovězen. Básník sám publikoval zločiny, pro které si získal nenávist řečkovických radních.
Moje zločiny jsou tyto:
1. Jsem anarchista a píšu do kacířských novin.
2. Jsem (doslova) bez boha a bez náboženské víry; jsem mimo církev se ženou i dítětem.
3. Žiju v konkubinátě uvědomělém a nezměnitelném, protože „požehnání“ kněze je mi stejně lhostejno jako sankce hejtmana.
4. Jsem chudý člověk, který nemůže si koupiti vaši prodejnou loajalitu a přízeň.
S. K. Neumann, Jak žijeme (Řečkovická idyla), 1906
I když se Neumann proti rozhodnutí o vypovězení odvolal, nakonec raději Řečkovice opustil a v květnu 1907 se přestěhoval do Bílovic nad Svitavou, kde žil až do roku 1915. Zde se cítil šťasten. Přispíval do Lidových novin, postupně se odkláněl od anarchismu a začal se zajímat o přírodu (Kniha lesů, vod a strání, 1914). Společně s bratry Čapkovými se podílel na sborníku Almanach na rok 1914, který odmítl symbolismus a individualismus a propagoval civilismus.

### První světová válka a První republika
Narukoval v květnu 1915 a první světovou válku prožil na albánské frontě jako saniťák.
Po demobilizaci zahájil novou vydavatelskou a organizační aktivitu vydáváním časopisu Červen, kolem něhož zprvu seskupil autory předválečné moderny. V letech 1918–1920 byl poslancem Revolučního národního shromáždění Republiky československé za Československou stranu socialistickou (dříve národní sociálové, pozdější národní socialisté). Zde patřil k levicovému křídlu anarchokomunistů (společně například s Bohuslavem Vrbenským). Bydlel v Praze na Smíchově, v rohovém domě č.p. 1121 (U Santošky 12/U Nikolajky 6).
Ve 20. letech se stal spoluzakladatelem KSČ a iniciátorem proletářské poezie. Byl redaktorem časopisů Červen, Kmen a Proletkult. Tam uveřejňoval marxisticko-leninské teoretické stati: Proletářská kultura (1921) a Agitační umění (1923). Vytvořil agitační větev proletářské poezie, ale psal také vědeckopopulární práce: Dějiny ženy, Dějiny lásky a Francouzská revoluce. Po V. sjezdu KSČ (1929) podepsal Manifest sedmi, za nějž byl vyloučen z KSČ. Členství v komunistické straně mu bylo obnoveno až v roce 1938.
Od roku 1924 až do roku 1934 žil v Čerčanech. Ve třicátých letech vážně onemocněl, léčil se v Poděbradech a toto město bylo od roku 1934 až do okupace i jeho domovem.

### Německá okupace a od roku 1945
Během druhé světové války pobýval v ústraní na venkově ve Vápenném Podole v Železných horách. Unikal tak pozornosti gestapa.
Po osvobození žil v Praze, ve vile Hercovka v Libni. V listopadu 1945 byl jmenován národním umělcem. Po roce 1945 vydal sbírky Bezedný rok a Zamořená léta. Zemřel 28. června 1947 v Praze. Pohřben byl v rodinné hrobce na Olšanských hřbitovech, spolu se svými rodiči a dalšími příbuznými.

Neumannovi literární přátelé
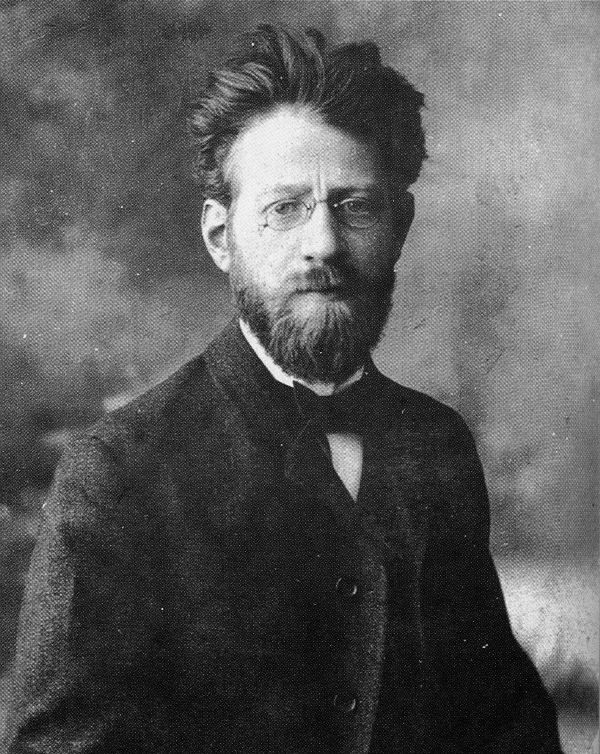
František Gellner
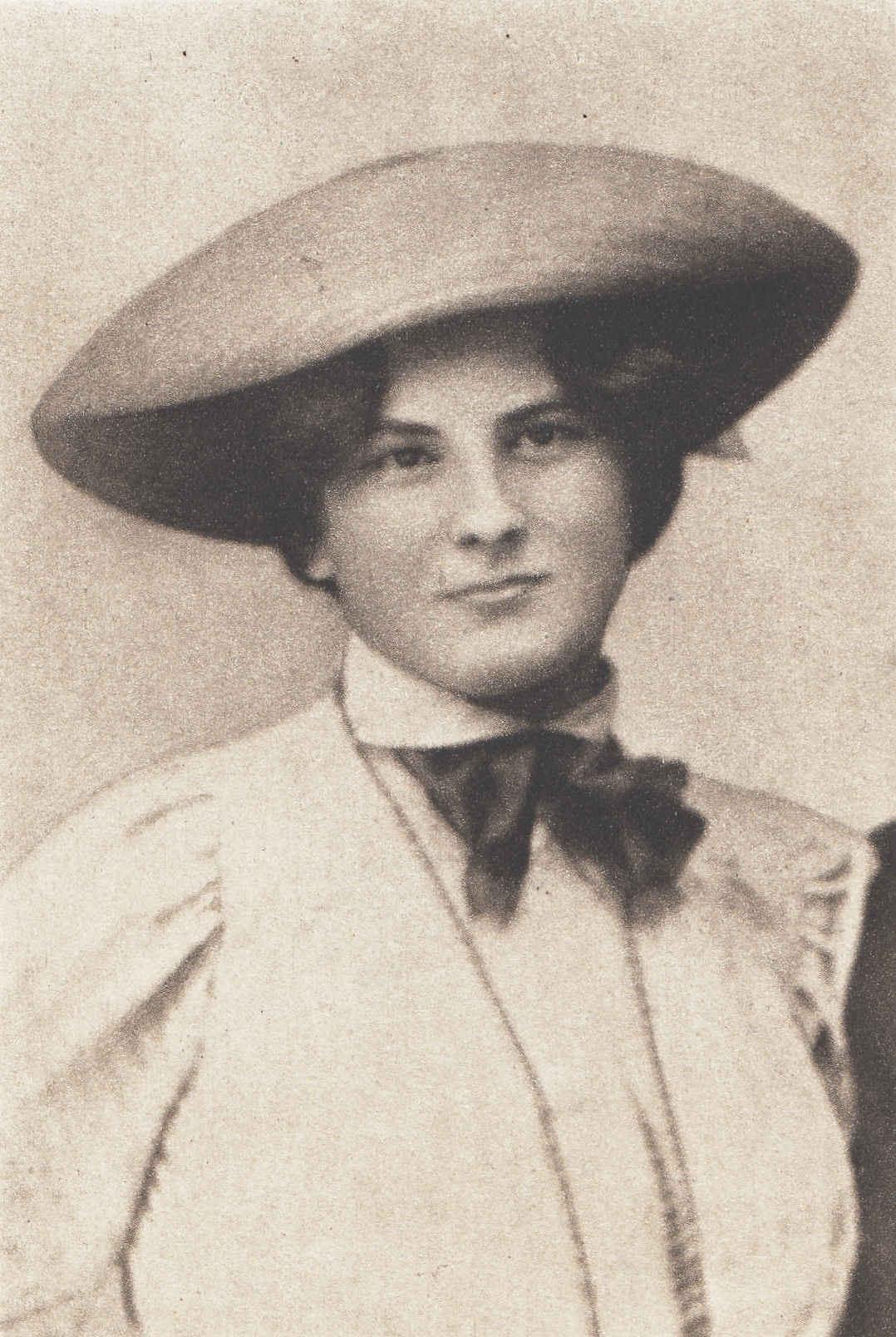
Marie Majerová (před 1914)
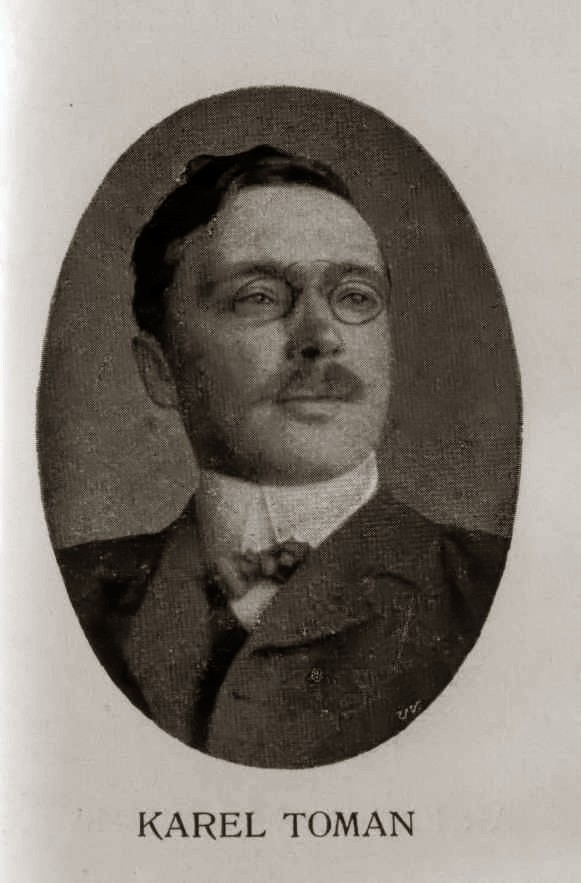
Karel Toman
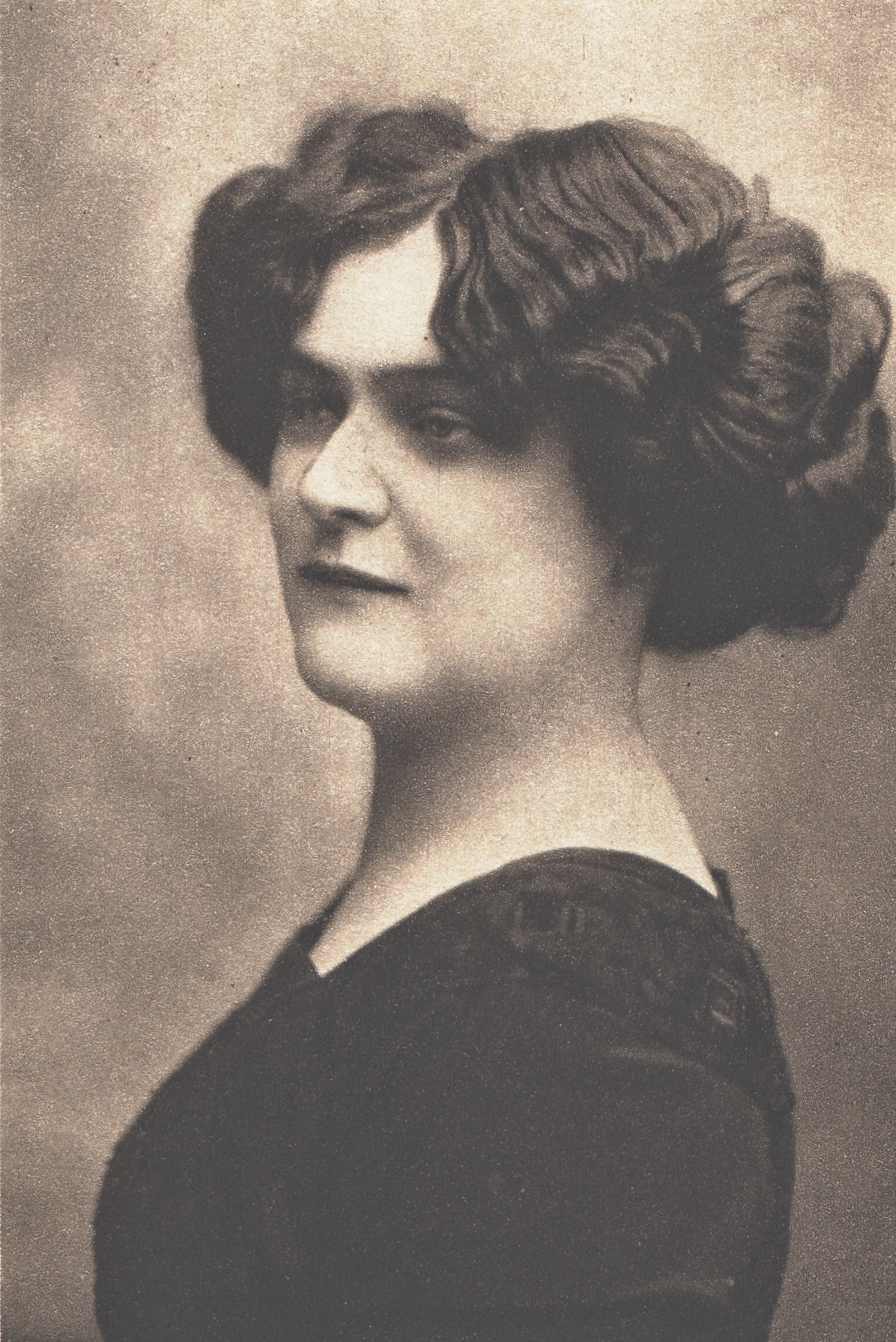
Helena Malířová

## Druhý život, odkaz, recepce
O významu, který byl Neumannovi jakožto socialistickému autoru přikládán, svědčí to, že v roce 1955 bylo v rámci nedlouho předtím (1946–1948) založeného Ústavu pro českou literaturu AV zřízeno zvláštní pracoviště s názvem Kabinet S. K. Neumanna, jehož cílem bylo vydávání Neumannových spisů a vypracování jeho bibliografie. Jeho popel byl (vedle popela dalších prosocialistických autorů Marie Majerové a Ivana Olbrachta) uložen v kolumbáriu Národního památníku na Vítkově.

### Citát Jaroslava Seiferta
| „                  | Ve čtvrté třídě gymnázia přivábili jsme k sobě Františka Němce, později známého soudničkáře z Českého slova. Všichni tři jsme se v té době pokoušeli marně psát verše, všichni tři jsme se zamilovali do Františka Gellnera a všichni tři jsme počali téměř nezřízeně uctívat St. K. Neumanna. Byl to pro nás literární i politický bůh. Všichni tři jsme se dali k anarchistům. | “ |
| — Jaroslav Seifert | |   |

### Hodnocení S. K. Neumanna socialistickou literární kritikou
| „ | Neumann se stále poctivě vyrovnával se vším, co vyplývalo z vývoje společnosti a z třídních bojů, a proto se mu podařilo sladit své osobní problémy s otázkami společenskými. Od samého počátku dvacátých let stál na nesmlouvavě třídní pozici a bojoval za socialistický ráz naší kultury. Znova a znova zdůrazňoval společenskou funkci literatury a odpovědnost spisovatele a z této pozice polemizoval s básníky, kteří ustupovali od třídních hledisek a usilovali o obrození „čisté“ poezie. Tak se utkal zejména s programem skupiny Devětsil, která se vyvíjela směrem k poetismu. V krizovém roce 1929 se na čas odklonil od KSČ, ale brzo si uvědomil své zakolísání a čestně se s ním vyrovnal. | “ |

## Dílo

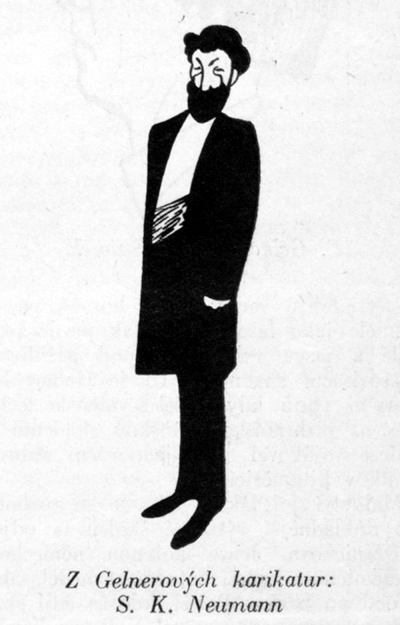
SKN na karikatuře Františka Gellnera

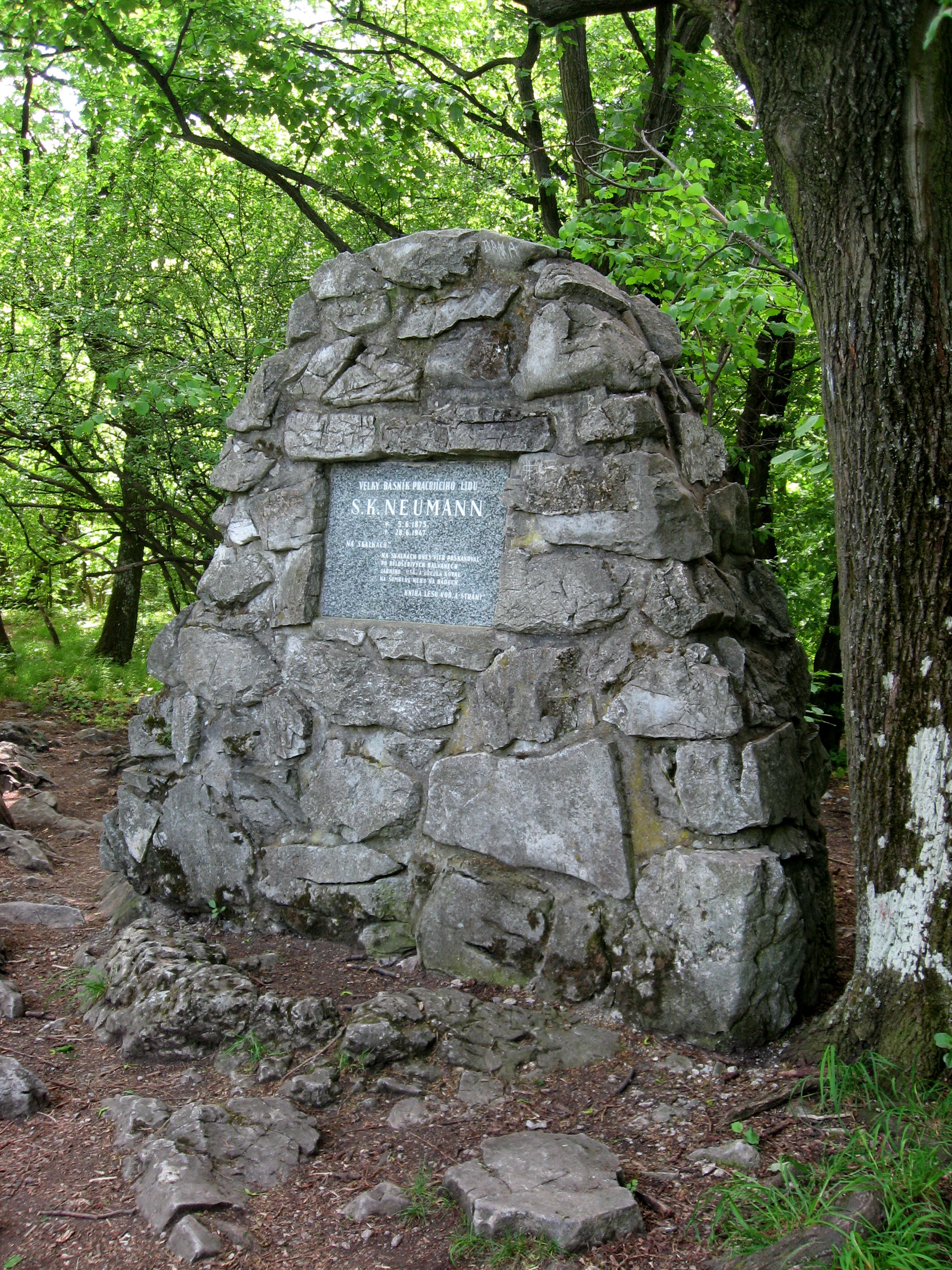
Památník S. K. Neumanna na Šumbeře

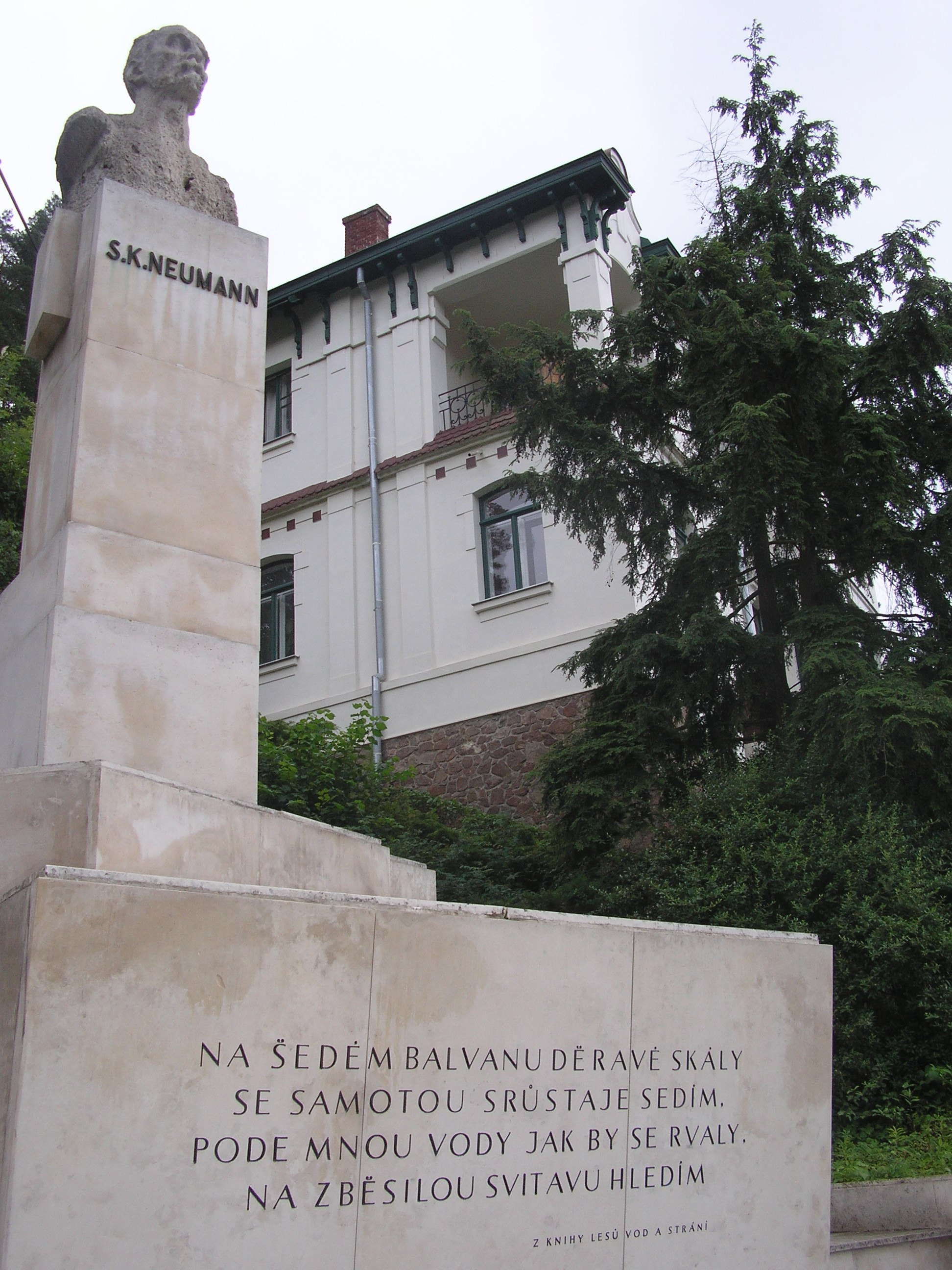
Neumannův památník v Bílovicích nad Svitavou

Ve svém díle bojoval proti maloměšťáctví. Rovněž měl odpor k teismu, a proto někdy psal básně jako parafráze modliteb. Oslavoval člověka, život, zemi, slunce; radosti a krásy. Používal nerýmovaný volný verš. Počet veršů i slov je také, spolu s rytmem, nepravidelný. Slova jsou zdůrazňována svým samostatným postavením na řádku, popřípadě svým opakováním. Ve svých textech přinášel neobvyklá slovní spojení, obrazy a metafory.

### Vlastní díla
- Sbírka Nemesis, bonorum custos… „Nemesis, ochránkyně dobrých…“, (1895)
- Dekadentní sbírka Jsem apoštol nového žití (1896) je vyjádřením rozladění z neúspěchů pokrokového hnutí. Básník zde používá abstraktních společenských alegorií
- Dekadentní sbírka Apostrofy hrdé a vášnivé (1896) je psána volným veršem a vynáší osobitost a renesanci člověka[45]
- Dekadentní sbírka Satanova sláva mezi námi (1897). Báseň Ave Satan je pozdravením Satana, symbolu rebelie. Vypučel jsem nad bahna je alegorická dekadentní báseň psaná volným veršem. Zabývá se sebechválou a sebevyzdvižením nad okolním bahnem
- Dekadentní sbírka Sen o zástupu zoufajících a jiné básně (1903) se zajímá o každodenní život a o obyčejné lidské radosti a strasti. Sen o zástupu zoufajících je těžko pochopitelná báseň. Satan je symbolem života. V okolí je obrovská bída. Také je vyjádřena nutnost osobnosti – vůdce. Stráň chudých lásek je erotická báseň o milencích, kteří se milují na travnaté stráni pod rozbitým křížem, symbolem překonání křesťanství
- Anarchistická povídka La mano negra (1903) – hon na novodobé čarodějnice – anarchisty ve Španělsku 1903[46]
- Sbírka Hrst květů z různých sezón (1907)
- Soubor fejetonů S městem za zády vydaných v letech 1907–1915 v Lidových novinách[47]
- Socialismus a svoboda: 1904–1908 (1909)
- České zpěvy (1910)
- Vitalistická sbírka přírodní lyriky Kniha lesů, vod a strání (1914) oslavuje moravskou krajinu. Básník uvažuje o smyslu života a razí heslo, že člověk má žít naplno. Zabývá se smyslovým prožitkem a radostí ze života. Člověk je nezbytnou součástí přírody. Cílem je ideál svobodného člověka. Báseň Dedikace je lyrické uvažování nad jahodami ve slunné přírodě. Ke chvále země je erotická báseň s personifikací země do postavy smyslné ženy[48]
- Sbírka Bohyně, světice, ženy (1915)
- Anarchistická povídka Jelec (1915) – tištěno v Lumíru[49]
- Sbírka Třicet zpěvů z rozvratu (1918)
- Báseň Pozdrav Tomáši G. Masarykovi (1918)
- Civilistická sbírka Nové zpěvy (1918) – tři části: Zpěvy drátů (oslavují techniku), Zpěvy z lomozu (oslavují techniku s vědomím negativních vlivů – zdůrazňuje proto svědomí a sociální pomoc) a Zpěvy z ticha (oslavuje přírodu – idealizace nebo prostý popis)[50]
- Dekadentní sbírka Kniha mládí a vzdoru (1920) jsou verše z let 1895–1902. Shrnují pocity po návratu z vězení. Symbolismus a dekadence rámují básníkův individualismus
- Kniha fejetonů Ať žije život (1920) jsou úvahy o novém umění z let 1913–1914. K nové poesii sociální je zhodnocení současné poezie z pozice civilismu
- Elbasan. Válečné vzpomínky (1922)
- Sbírka Rudé zpěvy (1923) agitační poezie. Proletářská poezie je podporována výzvami a hesly. Vztah k lidu je humanistický. Oslava sovětské Rusi je podobná náboženské modlitbě vzýváním. Sbírka obsahuje Písně práce a Písně klení. Zpěv jistoty má patos, výzvy a hesla. Wir-forma zračí kolektivnost. Většinou je volný verš

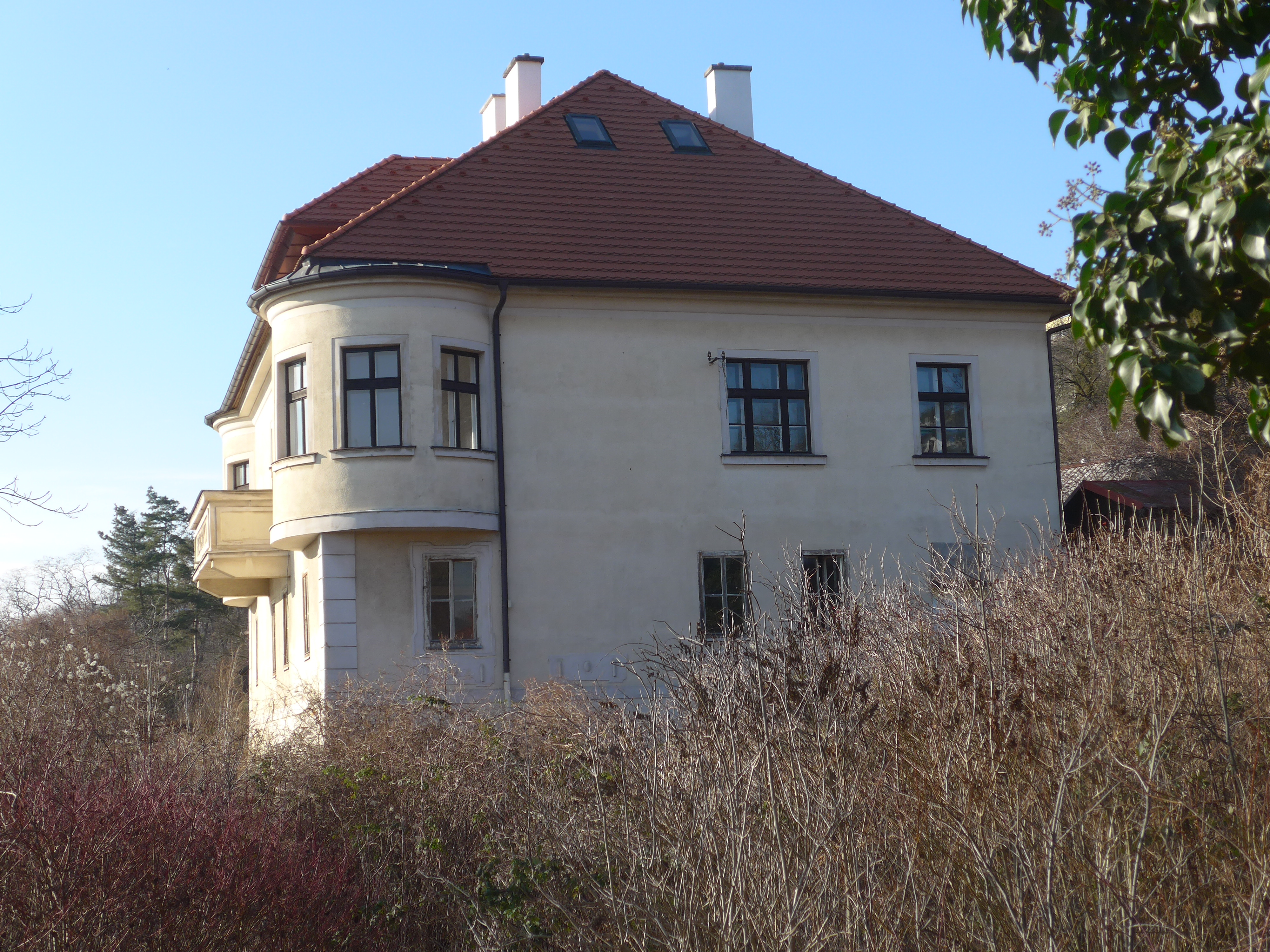
- Vila Hercovka v Praze Libni, kde žil v posledních letech života

- * Vila Hercovka v Praze Libni, kde žil v posledních letech života  Kniha přírodních fejetonů S městem za zády (1923) z let 1907–1915. S městem za zády (1912) vytváří kompromis protikladů lesa a města, lásky a nutnosti. V Písni ke chvále vody (1912) se objevuje personifikace řeky do postavy ženy i odpor ke kolektivnímu koupání a protest proti znečišťování řek ve městech
- Válčení civilistovo (1925)
- Dějiny lásky: populární obrazy z dějin snubnosti, manželství a prostituce od pravěku až po dobu nejnovější. Vyšlo šest dílů: Díl I. Láska primitivní (1925); Díl II. Láska antická (1925); Díl III. Láska středověká (1925); Díl IV. Láska východní (1925); Díl V. Láska novodobá (1926); Díl VI. Doplňky a dodatky (1927). Všechny svazky byly opatřeny obrazovými přílohami. Na titulním listě se uvádělo, že toto dílo „podle výsledků bádání moderního a z vědeckých děl nejspolehlivějších sestavili a zpracovali dr. Hynek Záruba a Jiří Votoček“. Brzo však vyšlo najevo, že uvedená jména jsou jen pseudonymy S. K. Neumanna, skutečného autora.[51] Jeden z tehdejších literárních kritiků označil toto šestisvazkové dílo za vyloženou pornografii[52]
- Jošiwara, japonské město milování: jeho původ, minulost i přítomnost. (1927) Na titulní straně je uvedeno, že spis zpracoval MUDr. H. Záruba (jde o jeden z pseudonymů S. K. Neumanna)[53]
- Maxmilián Robespierre: populární čtení historicko-politické (1927)
- Bragodža a jiné válečné vzpomínky (1928)
- Francouzská revoluce: Populární dějiny bojů francouzské společnosti na sklonku 18. století. Tři díly (1929–1930)
- Krise národa (1930)
- Dějiny ženy (1931–1932) Populární kapitoly sociologické, etnologické a kulturně-historické. Čtyři díly: Žena starověká; Žena středověká a renesanční; Žena novodobá a moderní; Žena přírodní
- Monogamie. Od Masaryka k Russelovi, od Russela k socialismu (1932)
- Román Zlatý oblak (1932)
- Sbírka Enciány s Popa Ivana. Letní dojmy z Rachovska (1933)[54]
- Sbírka Láska (1933) intimní poezie milostné a osobní lyriky, milostný cit v jeho kráse a obavách; rým je pravidelný. Je zajímavé, že básník ve svých předchozích kritikách intimní poezii odmítal
- Sbírka politicky bojovná Srdce a mračna (1935) proti nacismu a kapitalismu. Polemika s bývalými kolegy z dob proletářské literatury, zejména s Josefem Horou a jeho sbírkou Srdce a vřava světa. Verše jsou dobově aktuální politickou lyrikou. Poděkování Sovětskému svazu je poděkováním za příklad, který dal utiskovaným a nesvobodným. Básník má víru, že bude následován[55]
- Československá cesta: deník cesty kolem republiky od 28. dubna do 28. října 1933 (1935). Cestopisný deník z cesty po ČSR
- Sbírka politicky bojovná Sonáta horizontálního života (1937) proti nacismu a kapitalismu. Je jednou z básníkových vrcholných sbírek. Přináší víru ve šťastný život. Země zdůrazňuje: važme si země, její osud máme ve svých rukou. Staří dělníci je prosebná báseň a polemika s Halasovou skladbou Staré ženy proti nicotě, zmaru, utrpení
- Polemika Anti-Gide neboli Optimismus bez pověr a iluzí (1937) – Neumann vystoupil z pravověrných stalinistických pozic proti názorům A. Gidea v jeho knize Návrat z SSSR[56]
- Sbírka Bezedný rok (1945) byla psána v roce 1939. Básník vyjádřil obavy z budoucnosti a z ohrožení nacismem
- Sbírka Zamořená léta (1946) byla psána za války
- Poslední sbírka Poslední básně z pozůstalosti (1947)[57]

### Překlady
- Paul Adam: Listy z Malajska (1905), Knihy dobrých autorů, svazek 1
- Émile Verhaeren: Svítání (1905), Knihy dobrých autorů, svazek 4[58]
- Petr Kropotkin: Komunismus a anarchie
- Vladimir Iljič Lenin: Stát a revoluce
- Charles Baudelaire: Výbor z malých básní v prose (1898), Výbor z Květů zla[59]
- Anatole France: Ostrov tučňáků (1928), dostupné online